# Rasovo, Bulgaria
Rasovo (în bulgară Расово) este un sat  în nordul Bulgariei, în Obștina Medkoveț, Regiunea Montana.

## Demografie
Componența etnică a satului Rasovo
     Bulgari (83,56%)
     Romi (11,47%)
     Nicio identificare (4,95%)
     Altele (0,78%)
La recensământul din 2011, populația satului Rasovo era de 1.150 locuitori. Din punct de vedere etnic, majoritatea locuitorilor (83,56%) erau bulgari, cu o minoritate de romi (11,47%). Pentru 4,95% din locuitori nu este cunoscută apartenența etnică.